# Super Video Graphics Array

Standardní rozlišení obrazovky

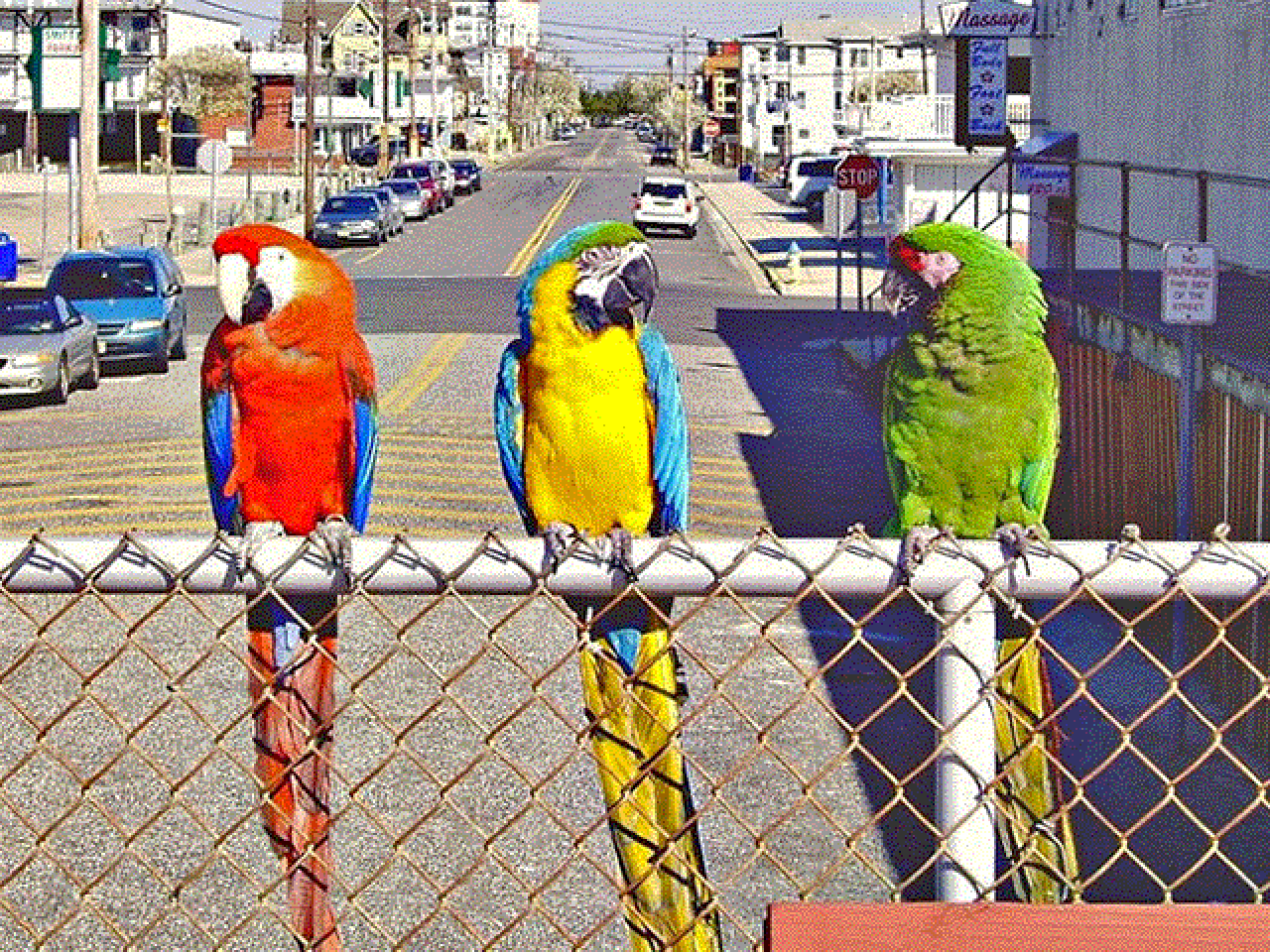
Ukázka SVGA 640x480 256 barev

Super Video Graphics Array (většinou zkracováno na SVGA nebo Super VGA) je soubor grafických standardů, určených k vyššímu rozlišení, než má grafická karta VGA. SVGA se běžně označuje rozlišení 800×600 pixelů (celkem 480 000 pixelů) – oproti VGA 640×480 – a poměr stran 4:3, s barevnou paletou až 16,7 milionů barev (tři barevné kanály RGB dávají dohromady kombinaci 256 × 256 × 256 = 224 barev), v praxi se na monitoru objeví mnohem menší počet barev (typicky 300 000).
Tento termín nebyl oficiálním standardem, ale od roku 1988 zkratkou pro vylepšené VGA karty. Grafické standardy, jako je SVGA, vyvíjí konsorcium výrobců monitorů a grafických systémů, zvané VESA. Aplikace podporující rozlišení SVGA se objevily v polovině 90. let.

## Standardní režimy
- 640×400 nebo 640×480 – 256 barev
- 800×600 – 16,7 milionů barev
- 1024×768 – 16,7 milionů barev
- 1280×1024 – 16,7 milionů barev